# Celebrate Recovery
Celebrate Recovery é uma organização não governamental (ONG) internacional de ajuda humanitária cristã evangélica, cujo objetivo é ajudar as pessoas a sair de todos os tipos de dependências. Sua sede é em  Lake Forest, Estados Unidos.

## História
A organização foi fundada em 1991 por John Baker, um ex-alcoólatra curado membro da equipe da Saddleback Church com o apoio do Pastor Rick Warren.  Um programa de 12 etapas foi modelado no programa Alcoólicos Anônimos, com referências da Bíblia sobre arrependimento e compromisso, que é discutido nos treinamentos da igreja. Em 2004, o programa foi aprovado pelo Departamento de Correções da Califórnia e entrou nas prisões.  Em 2022, a organização estava presente em 10 países ao redor do mundo. 

## Programas
A organização oferece programas de reabilitação para ajudar as pessoas a superar os vícios de todos os tipos (alcoolismo, drogas, etc.) com reuniões em igrejas e mentoria. 